# Witold Skarżyński
Witold Skarżyński (Skarzyński) (ur. w 1889, zm. 11 grudnia 1933 w Warszawie) – polski aktor teatralny i filmowy.

## Życiorys
W 1905 roku wraz z bratem Tadeuszem za udział w strajku szkolnym oraz przynależność do PPS został usunięty ze szkoły, aresztowany oraz osadzony w Twierdzy Modlin. W latach 1908-1909 uczęszczał do Szkoły Aplikacyjnej przy Warszawskich Teatrach Rządowych. Występował w Kielcach (1909-1910), a w 1910 roku otrzymał angaż w WTR. Następnie, aż do śmierci występował w warszawskich Teatrach Miejskich, głównie na scenach Teatrów: Rozmaitości, Narodowego oraz Letniego. Zmarł podczas próby generalnej do spektaklu "Świętoszek" Moliera.
Występował również w filmach, m.in. w takich produkcjach jak Sezonowa miłość (1918), Tamten (1921), Niewolnica miłości (1923), Uśmiech losu (1927), Janko Muzykant (1930) oraz Pan Tadeusz (1928).
W 1916 roku zawarł związek małżeński z Joanną Derengowską.